# المنطقة الشمالية الشرقية (سنغافورة)
المنطقة الشمالية الشرقية بسنغافورة (بالأردية: شمالی-مشرقی علاقہ، سنگاپور، بالإنجليزية: North-East Region، بالصينية: 東北區، بالفرنسية: Région du nord-est (Singapour)): هي واحدة من المناطق الخمس في البلاد. تعتبر المنطقة الأكثر كثافة سكانية ولديها أعلى عدد من السكان بين المناطق الخمس. تقع في الجزء الشمالي الشرقي من سنغافورة.